# 幽門管
幽門管（ゆうもんかん、Pyloric canal）とは、胃と十二指腸をつなぐ管である。